# Les Lili Fatale
Les Lili Fatale est un groupe de rock indépendant québécois, originaire de Montréal, au Québec. Leur style emprunte à la pop française et britannique, la coldwave, l’électro et le rock indépendant. Nathalie Courchesne, Richard Binette et Uranian Valcéanu en sont les trois membres fondateurs.

## Biographie

### Débuts (1996–2001)
C’est en décembre 1996 que le groupe, dont le nom s’inspire de l’héroïne de la bande dessinée de Gérard Lauzier intitulée Lili fatale (parue en 1974), signe un contrat avec Sony Music Canada. Cette entente leur permet de mettre en marché un premier album, intitulé CK80296, en octobre 1997. Ce dernier leur vaut, en 1998, deux Félix lors du gala de l'ADISQ, (réalisation et révélation de l'année), de même que le prix Félix-Leclerc de la chanson. Il récolte également, en 1999, le prix des Nouvelles Musiques Amplifiées de la SOCAN pour la chanson Feels et un MuchMusic Award, pour leur vidéoclip de la chanson Les Djinns. Portés par la vague d’engouement qui les entoure, ils font le tour de la francophonie européenne et canadienne en spectacles où on les voit même participer à l’émission de Michel Drucker. Il s'écoule 20 000 exemplaires du disque au Québec et 10 000 copies en France.
Leur premier single Mimi, vendu à 10 000 exemplaires en France, est accrocheur avec un tempo entraînant[réf. nécessaire].

### Panavision(2001–2014)

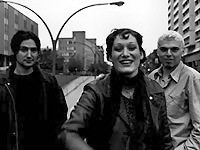
Les Lili Fatale.

Leur deuxième album studio, intitulé Panavision, mérite autant d’attention médiatique et de reconnaissances que le précédent avec, entre autres, cinq nominations au Gala de l’ADISQ 2001 et plusieurs spectacles au Québec, au Canada, et en Europe. Ce dernier est à nouveau réalisé avec la complicité de Michel Pépin. Sur ce disque, le groupe offre un duo avec Jérôme Minière (Le Confort de la star), l'auteur-compositeur-interprète français exilé au Québec. On compte près de 20 000 copies du disque vendues au Québec seulement huit mois après sa sortie.
En 2002, le groupe connaît une période de changement. D’abord, le 23 décembre 2001, huit mois après la sortie du deuxième disque, la compagnie de disque Sony ne renouvelle pas la troisième option de leur contrat. Et puis, un de ses membres fondateurs, Richard Binette, quitte le groupe et décide de retourner sur les bancs d'école. Les deux membres restant décident alors de mettre le projet sur la glace et de retourner eux aussi aux études à la suite de la naissance de leur fille. Uranian Valcéanu effectue un bac en sciences (microbiologie) et un MBA en gestion des sciences et technologies.
La chanteuse, tout en travaillant dans le domaine des communications, obtient un second baccalauréat par cumul de crédits en musique, danse et communication/multimédia. Elle complète ensuite un DESS (2e cycle) en lettres et communications (profil édition) entre 2010 et 2012. Elle collabore également à quelques projets musicaux. Elle fait des spectacles avec le groupe El Motor en 2006, interprète une pièce sur la bande sonore du spectacle multimédia Éclyps (écrit par Bryan Perro en 2007) et collabore (voix et mélodica) sur une chanson du groupe With All Due Respect qui s'intitule Écoute sélective, et qui parait sur leur EP, Torrent, en 2010.

### Sous la neige, la plage(depuis 2015)
En 2015, les deux membres restant font paraître un EP de trois chansons inédites (faces-B) qui s'intitule Sous la neige, la plage. Le mini album partage des pièces écrites au début des années 2000 mais ayant été réécrites, arrangées et réalisées à la manière pop de chambre en 2012 et 2014.

## Membres

### Membres actuels
- Nathalie Courchesne - voix, textes, programmation, claviers, guitare
- Richard Valmont Binette - guitare, programmation, batterie, claviers, voix
- Uranian Valcéanu - guitare, voix

### Anciens membres
- Martin Beaulieu - basse, programmation (CK80296) (1996-1998)
- Manix Laliberté - effets sonores, claviers (Panavision) (1998-2001)
- Francis Fillion - batterie (1998-2002)
- Jean-François Doré - basse (1998-2000)
- Nicolas Ouellette - guitare (1999-2001)

## Prix et nominations
- 1998 : 7 nominations au Gala de l'ADISQ
- 1998 : Félix de la Révélation de l'année - Gala de l'ADISQ
- 1998 : Félix de la Réalisation de l'année (Michel Pépin) - Gala de l'ADISQ
- 1998 : Prix Félix Leclerc - Francofolies
- 1999 : Prix des nouvelles musiques amplifiées (Feels) - Gala de la SOCAN
- 1999 : Lauréat du Muchmusic Award pour clip francophone de l'année, réalisé par Pierre Dalpé, pour la chanson Les Djinns - Muchmusic Awards
- 2001 : 5 nominations au Gala de l'ADISQ
- 2001 : Porte parole du Québec - Jeux de la francophonie - OTTAWA et LIBAN